# Anthony Peluso
Anthony Peluso, född 18 april 1989, är en kanadensisk professionell ishockeyspelare som är kontrakterad till NHL-organisationen Calgary Flames och spelar för deras primära samarbetspartner Stockton Heat i AHL.
Han har tidigare spelat på NHL-nivå för Washington Capitals och Winnipeg Jets och på lägre nivåer för Hershey Bears, Manitoba Moose och Peoria Rivermen i AHL samt Bloomington PrairieThunder i IHL, Alaska Aces i ECHL samt Brampton Battalion, Sault Ste. Marie Greyhounds och Erie Otters i OHL.
Han draftades i sjätte rundan i 2007 års draft av St. Louis Blues som 160:e spelare totalt.
Peluso skrev på ett ettårskontrakt värt 650 000 dollar med Calgary Flames den 21 augusti 2018.